# Katon Młodszy
Marek Porcjusz Katon (łac. Marcus Porcius Cato Uticensis; ur. 95 p.n.e., zm. 46 p.n.e.), zwany, dla odróżnienia od Katona Starszego, którego był prawnukiem, Katonem Młodszym (łac. Cato Minor) lub Katonem Utyceńskim (łac. Cato Uticensis) – polityk i filozof rzymski, stoik.
Jeden z przywódców partii senackiej i nieprzejednany zwolennik republiki. W swoich senackich wystąpieniach często posługiwał się metodą obstrukcji parlamentarnej, nie chcąc dopuścić do głosu politycznych przeciwników. W 65 p.n.e. kwestor, w 54 p.n.e. pretor. Jako trybun ludowy swoim głosem przesądził o śmierci członków sprzysiężenia Katyliny (63 p.n.e.). Stanął po stronie Pompejusza w walce z Cezarem. Po klęsce Pompejusza znalazł się w Afryce, obejmując dowództwo w obronie miasta Utyki. Po klęsce w bitwie pod Tapsus, gdzie współdowodził wojskami senackimi, popełnił w Utyce samobójstwo, nie chcąc być świadkiem upadku republiki.